# Cladiella foliacea
Cladiella foliacea is een zachte koraalsoort uit de familie Alcyoniidae. De koraalsoort komt uit het geslacht Cladiella. Cladiella foliacea werd in 1944 voor het eerst wetenschappelijk beschreven door Tixier-Durivault. 